# Mapinguari foldatsianus
Mapinguari foldatsianus är en orkidéart som först beskrevs av Germán Carnevali och Ivón Mercedes Ramírez Morillo, och fick sitt nu gällande namn av Germán Carnevali och R.B.Singer. Mapinguari foldatsianus ingår i släktet Mapinguari och familjen orkidéer. Inga underarter finns listade i Catalogue of Life.